# Lego Jurassic World (tema)
Lego Dots er en produktlinje produceret af den danske legetøjskoncern LEGO, der blev introduceret i 2015. Temaet består af sæt baseret på Jurassic Park-trilogien med licens fra Universal Studios og Amblin Entertainment. Den første udgivelse var computerspillet Lego Jurassic World, der blev udgivet i forbindelse med filmen Jurassic World sammen med en række legetøjssæt. Efterfølgende er der blevet udgivet legetøjssæt i 2018 sammen med den næste film Jurassic World: Fallen Kingdom.
Der er også blevet produceret en række animerede projekter, herunder Lego Jurassic World: The Secret Exhibit (2018) og miniserien Lego Jurassic World: Legend of Isla Nublar (2019).

## Modtagelse
I 2015 annoncerede Lego, at Lego Star Wars, Lego Jurassic World og Lego Technic sammenlagt havde bidraget meget til den 18% øgede omsætning man havde oplevet i første halvdel af 2015. I september 2015 rapporterede Lego, at Lego Elves og Lego Jurassic World "blev meget positivt modtaget af børn over hele verden", og at disse temaer havde hjulpet med at øge indtægterne med 23%. I november 2015 listede Toy Retailers Association sættet 75917 Raptor Rampage på listen over Dream Toys 2015.
I 2019 blev sættet 75938 T-rex vs Dino-Mech Battle listet bland de bedste legetøjssæt i 2019 Holiday season af Parents Magazine.